# رودولفو أورلانديني
رودولفو أورلاندو أورلانديني (بالإسبانية: Rodolfo Orlando Orlandini) (1 يناير 1905 – 24 ديسمبر 1990) لاعب كرة قدم أرجنتيني يجيد اللعب في خط الوسط وشارك مع منتخب الأرجنتين من 1927 إلى 1930 .

## المسيرة مع الأندية
لعب أورلانديني في أندية سبورتيفو بوينس آيرس وإستودانتيل بورتينو ثم انتقل إلى إيطاليا وانضم إلى نادي جنوى سنة 1930 . في سنة 1936 انتقل إلى فرنسا وانضم إلى نادي نيس .

## المسيرة مع المنتخب
شارك أورلانديني في دورة الألعاب الأولمبية 1928 حيث احتل المركز الثاني خلف منتخب الأوروغواي . في سنة 1929 قاد منتخب بلاده للتتويج ببطولة كأس أمريكا الجنوبية . كما شارك في أول بطولة كأس العالم سنة 1930 حيث احتل المركز الثاني خلف منتخب الأوروغواي .

## المسيرة مع التدريب
بعد اعتزاله اللعب اتجه أورلانديني اتجه إلى مهنة التدريب وقام بتدريب منتخب كولومبيا في تصفيات كأس العالم 1962.

## وصلات خارجية
- رودولفو أورلانديني على موقع الاتحاد الدولي (مؤرشف)  (الإنجليزية)
- رودولفو أورلانديني على موقع قاعدة بيانات كرة القدم.إي يو (الإنجليزية)
- رودولفو أورلانديني على موقع أوليمبيديا (الإنجليزية)
- السيرة الذاتية
- هذا السيرة الذاتية عبر موقع إنسكيكلوبيديا الكالتشيو[وصلة مكسورة]